# A Year Without Rain (песен)
A Year Without Rain е песен на американската певица Селена Гомес. Автори на текста са Линди Робинс и Тоби Гад, като последният е и неин продуцент. Сингълът излиза на 7 септември 2010 г. като втори и последен сингъл от едноименния албум.